# 莱巴嫩 (南达科他州)
莱巴嫩（英語：Lebanon），是美国南达科他州下属的一座城市。根据2010年美国人口普查，该市有人口48人。论人口在本州排行第280。